# مياه إقليمية
المياه الإقليمية مناطق مياه البحار والمحيطات التي تمتلك دولة ما حق السيادة عليها. وتتضمن هذه الحقوق: التحكم في الصيد، والملاحة، والشحن البحري، علاوة على استثمار المصادر البحرية، واستغلال الثروات المائية الطبيعية الموجودة فيها. معظم الدول المائة والعشرين التي لها حدود على البحار قد حددت ما بين 12 ميلاً بحريًا إلى عدة أميال بحرية مياهًا إقليمية لبلدانها.

وتتضمن المياه الإقليمية لبلد ما: مياهه الداخلية وبحاره الإقليمية. وتتضمن المياه الداخلية: البحيرات، والأنهار والمياه التي تشتمل عليها المناطق الساحلية والخلجان. ويقع البحر الإقليمي لبلد ما وراء شاطئه، أو وراء حدود مياهه الداخلية.
كما أن المياه الإقليمية تابعة لاتفاقيات الحدود الدولية بحيث أن لكل دولة عددة اميال تبعد عن شواطئها وتكون هذا الاميال تحت السيادة للدولة وهذا الاميال محددة ومعلومة حسب الاتفاقيات

## اتفاقية الأمم المتحدة
تمنح اتفاقية الأمم المتحدة لقانون البحار لعام 1982 الدول الساحلية سيادة على مياهها الإقليمية بحد أقصى 12 ميلا بحريا من خطوط الأساس، وتشمل هذه السيادة الحيز الجوي وقاع البحر وباطن الأرض. وتلتزم السفن الأجنبية  بحق المرور البريء ضمن هذه المنطقة بشرط ألا يهدد أمن الدولة أويخل بنظامها العام، وتمنع الأنشطة المضرة كالصيد أو المسح أو التلويث المعتمد . كما تملك الدول حق تنظيم المرور وتطبيق قوانينها الجمركية والأمنية داخل  هذه الحدود.
وقبل اتفاقية 1982، لم يكن هناك اتفاق دولي موحد بشأن عرض البحر الإقليمي، فتفاوتت المسافات حسب قدرات الدول أو مصالحها، إلى أن جاءت الاتفاقية لتحدد خط الأساس لقياسه، وتنظم العلاقات بين الدول ذات السواحل المتقابلة وفق مبدأ الخط الوسط إلا في حال وجود ظروف خاصة. وتضمن الاتفاقية للدول الساحلية حقوقا سيادية تشمل الملاحة والصيد و التطبيق القوانين، مع مراعاة حقوق المرور المشروعة للسفن الأجنبية. 